# Götighofen
Götighofen ist eine Ortschaft der Gemeinde Sulgen im Bezirk Weinfelden des Kantons Thurgau in der Schweiz.
Götighofen bildete von 1803 bis 1995 eine Ortsgemeinde der Munizipalgemeinde Sulgen. Am 1. Januar 1996 fusionierte die Ortsgemeinde Götighofen im Rahmen der Thurgauer Gemeindereform zur politischen Gemeinde Sulgen.

## Geographie
Das Strassendorf liegt abseits der Verkehrswege auf einer Anhöhe zwischen dem Thur- und Aachtal.

## Geschichte

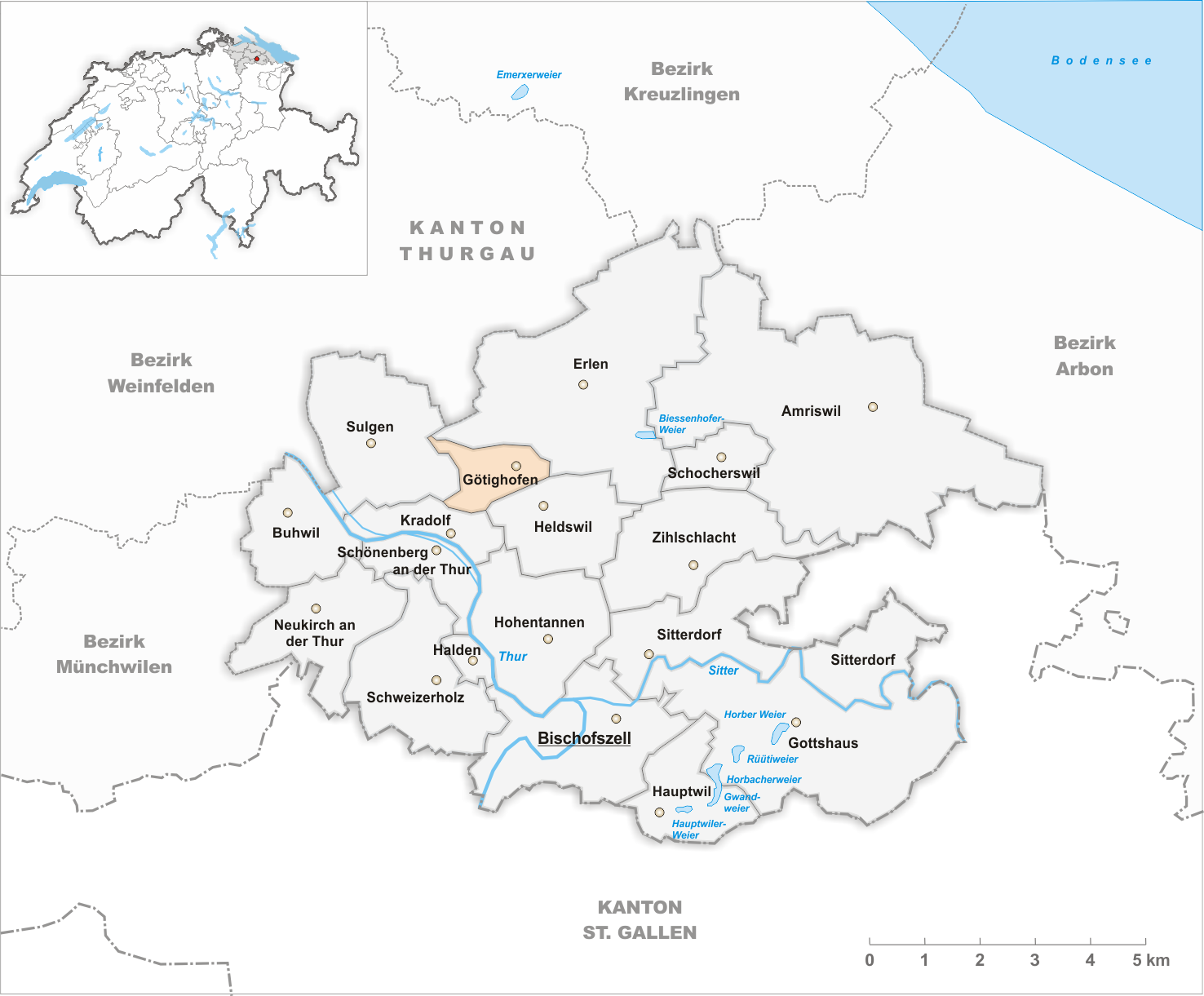
Gemeindestand vor der Fusion im Jahr 1996

Götighofen wurde 829 als Cotinchova erstmals urkundlich erwähnt. Vor 1798 gehörte ein Teil von Götighofen zum Niedergericht Heldswil in der Herrschaft Bürglen und ein Teil zum Niedergericht Hüttenswil in der Herrschaft der Fürstabtei St. Gallen und Herrschaft Bürglen. Ein weiterer Teil  gehörte zum Niedergericht Hessenreuti und gelangte 1664 zur Herrschaft Bürglen.
Kirchlich war Götighofen stets der Pfarrei Sulgen zugehörig. Das Dorf zählte 1649 56 reformierte und 21 katholische Einwohner.
Im 18. und 19. Jahrhundert wurde Getreide- und Rebbau sowie Viehwirtschaft betrieben. Die um 1900 verbreitete Stickerei hatte in Götighofen mit der Stickerei Hörler bis 1985 Bestand. Im 20. Jahrhundert waren Milchwirtschaft, Obst- und Rebbau dominierend. Trotz eines in jüngster Zeit entstandenen Einfamilienhausquartiers ist Götighofen ein Bauerndorf geblieben.

## Bevölkerung
| Jahr         | 1850  | 1888  | 1900  | 1950  | 1970  | 1990  | 2000  | 2010  | 2018     | 2023     |
| Ortsgemeinde | 189   | 200   | 185   | 167   | 126   | 161   |       |       |          |          |
| Ortschaft    |       |       |       |       |       |       | 126   | 126   | 173 Anm. | 183 Anm. |
| Quelle       | [ 3 ] | [ 3 ] | [ 3 ] | [ 3 ] | [ 3 ] | [ 3 ] | [ 4 ] | [ 5 ] | [ 2 ]    | [ 6 ]    |

Von den insgesamt 173 Einwohnern der Ortschaft Götighofen im Jahr 2018 waren 20 bzw. 11,6 % ausländische Staatsbürger. Am 31. Dezember 2023 waren von den 183 Einwohnern 87 (47,5 %)  evangelisch-reformiert und 42 (23,0 %) römisch-katholisch.

## Sehenswürdigkeiten
Die ehemalige Wirtschaft «Traube» ist in der Liste der Kulturgüter in Sulgen aufgeführt.

## Bilder

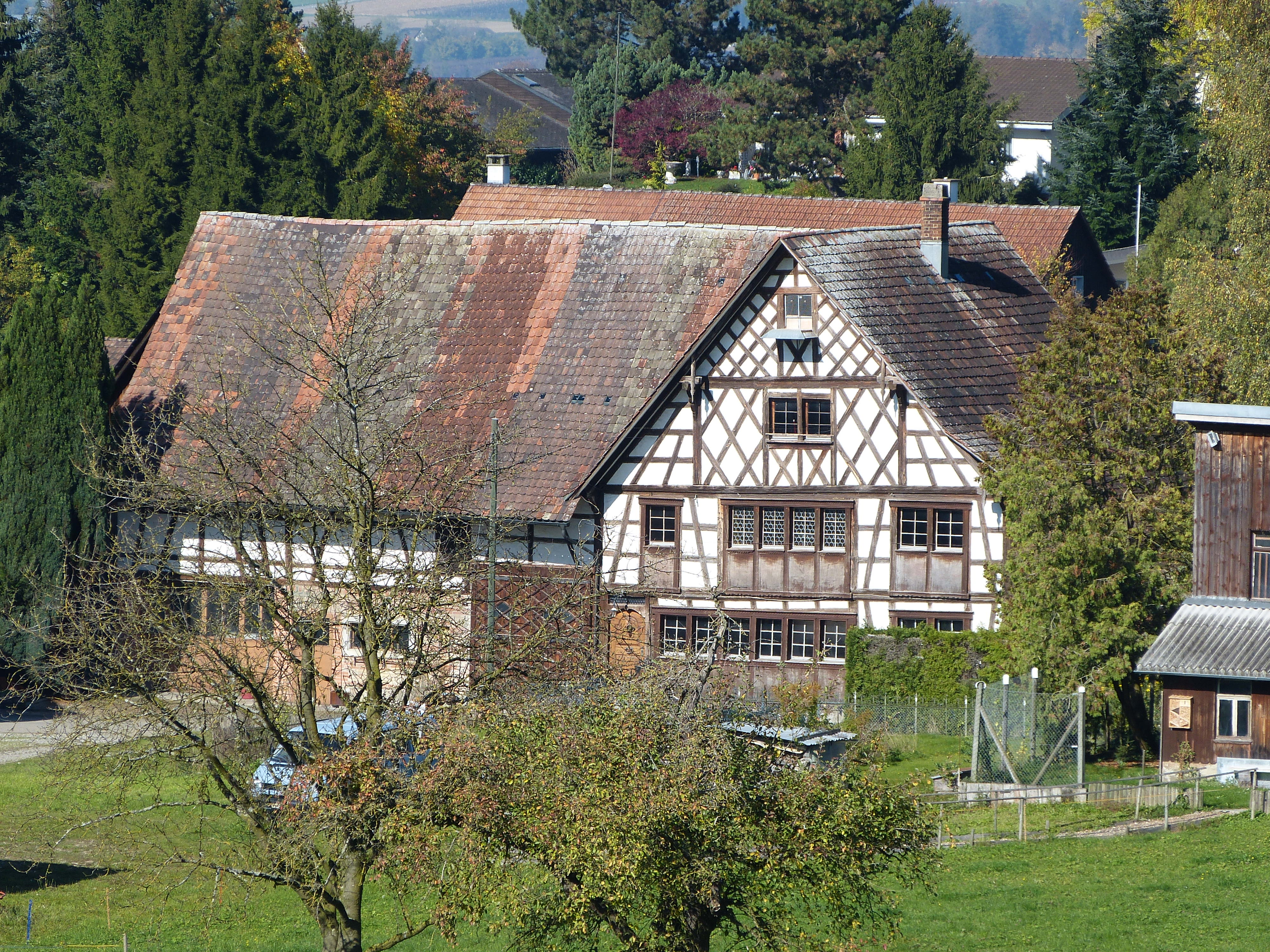
Wirtschaft «Traube»
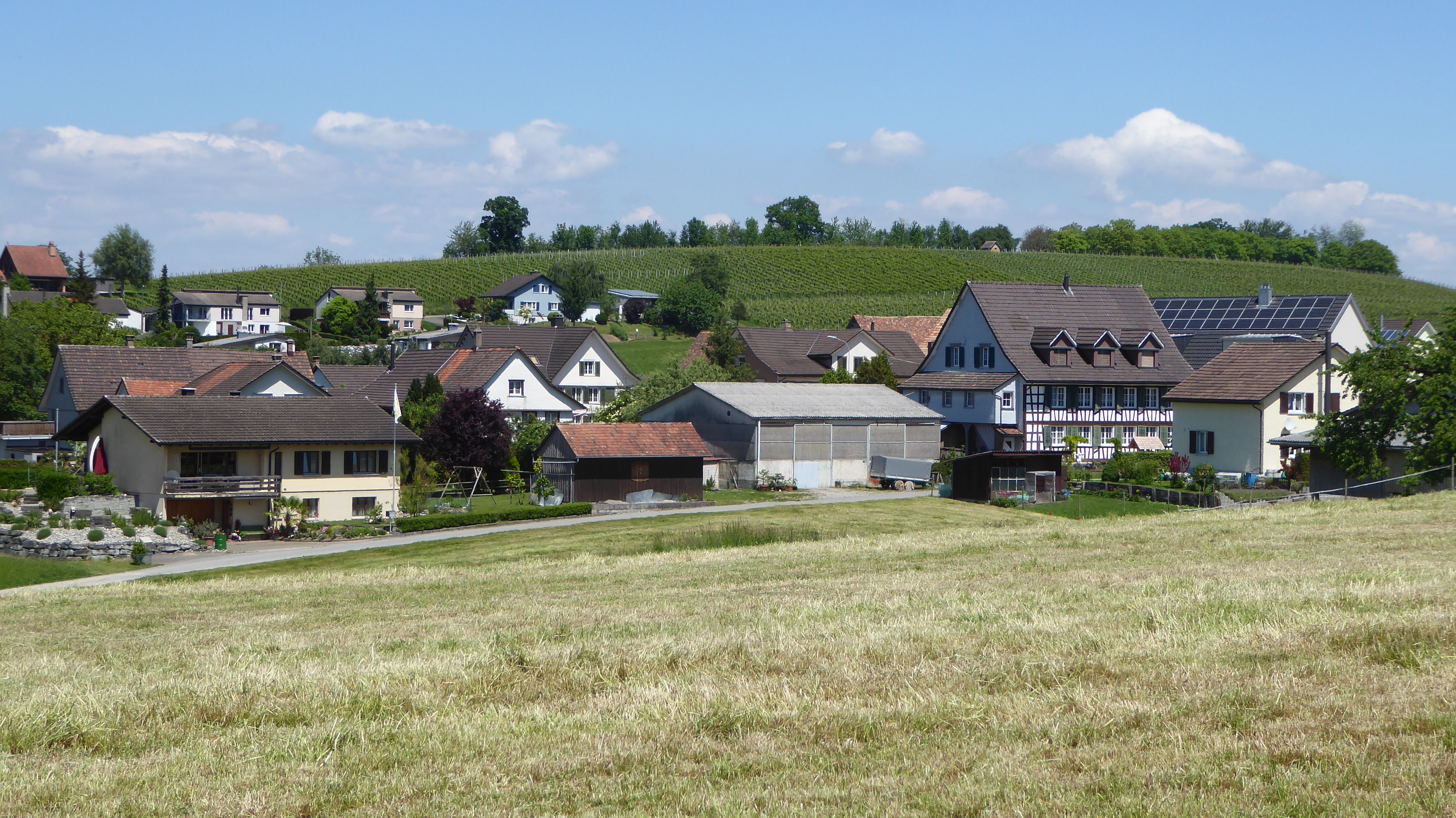
Götighofen aus Südwesten
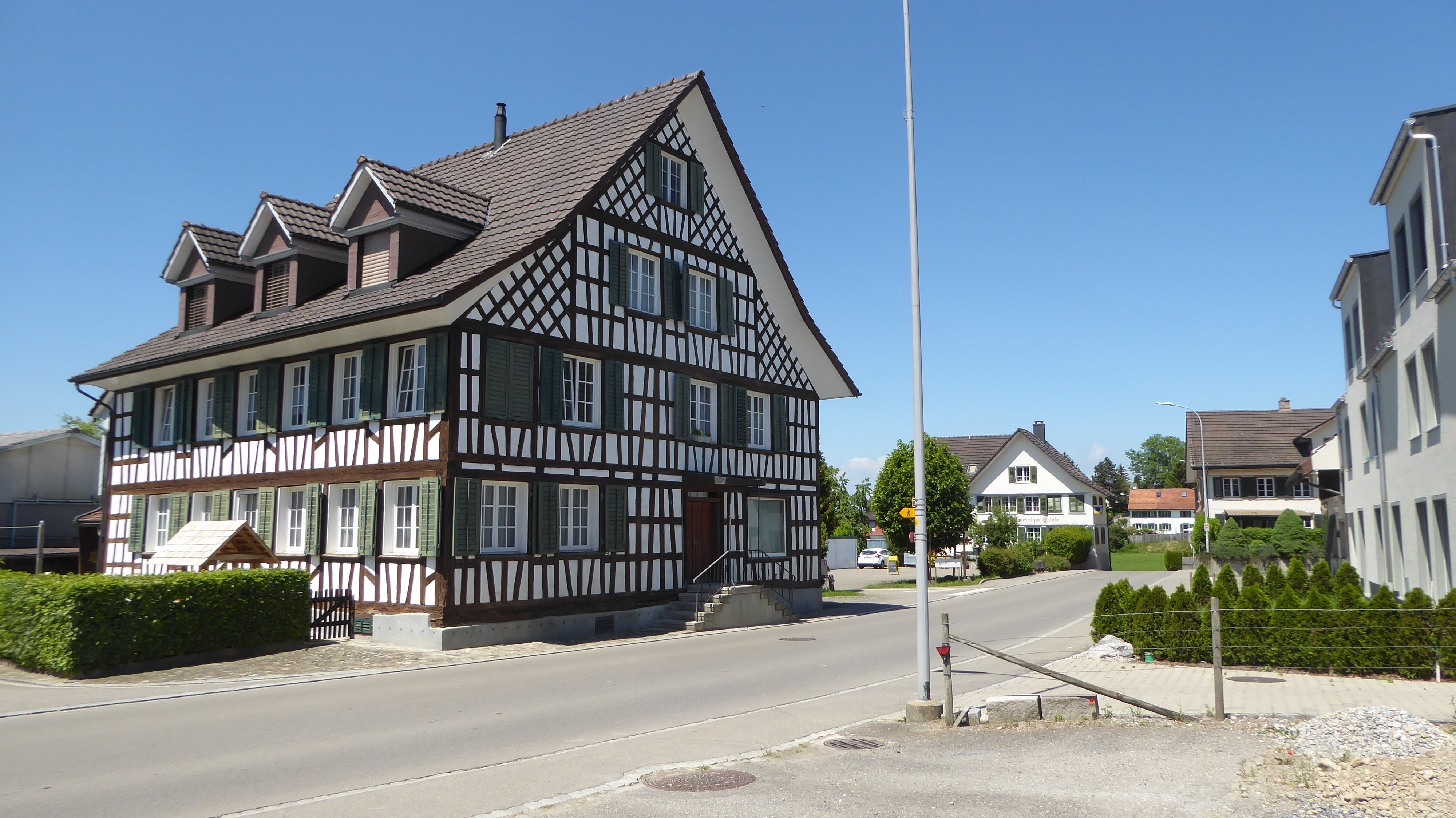
Hauptstrasse 8A